# لي واربورتون
لي واربورتون (بالإنجليزية: Lee Warburton)‏ هو كاتب سيناريو بريطاني، ولد في 27 يونيو 1971.

## وصلات خارجية
- لي واربورتون على موقع IMDb (الإنجليزية)
- لي واربورتون على موقع قاعدة بيانات الفيلم (الإنجليزية)